# Rampage 2: Universal Tour
Rampage 2: Universal Tour es un videojuego de acción de 1999 desarrollado por Avalanche Software y publicado por Midway Games. Es el tercer juego de la serie Rampage y una secuela de Rampage World Tour de 1997.

## Trama
George, Lizzie y Ralph han sido capturados y confinados para que el mundo los vea. George está cautivo en Nueva York, Lizzie está encarcelada en Tokio, y Ralph el Lobo está almacenado en Londres (referencias a King Kong, Godzilla y Hombre lobo de Londres, o posiblemente Un hombre lobo americano en Londres). Sin embargo, Scumlabs, que acaba de reconstruir sus instalaciones en Salt Lake City, provoca otro accidente que resulta en tres nuevos monstruos: Boris (un rinoceronte monstruo), Curtis (un ratón monstruo) y Ruby (un langosta monstruo). Los jugadores eligen uno de los tres monstruos originales para rescatar. Luego, el jugador usa los personajes en la parte del mundo donde se encuentra el rescatado. Trabajan como un colectivo para romper edificios, comer personas y destruir autos y esto crea competencia entre los jugadores. Cuando un jugador libera a George, Lizzie o Ralph, se convierten en personajes jugables. Una vez que todos los monstruos son rescatados, extraterrestres comienzan a invadir la Tierra, dejando a los monstruos como los únicos que pueden salvar el planeta que acaban de ayudar a destruir parcialmente. Después de defenderse de la invasión en la Tierra, los monstruos rescatan a Myukus (un alienígena verde cíclope) del Área 51, quien se une a ellos antes de perseguir a los alienígenas por el espacio, destruyendo las bases de los alienígenas en todo el Sistema Solar y eventualmente arrasando su mundo natal y destruyendo su capital.
Un canal de noticias cubre toda la destrucción causada por los monstruos. Al final del juego, se revela que los extraterrestres tienen un programa de noticias, pero Myukus se come al presentador alienígena que dirige el programa.

## Jugabilidad
Cada nivel en Rampage 2: Universal Tour consta de edificios que el jugador puede destruir. Cuando el jugador haya infligido suficiente daño a un edificio, se derrumbará sobre sí mismo. A veces, varios objetos y potenciadores se revelan en los edificios al ser dañados y pueden ayudar al jugador si se usan. Cuando todos los edificios de una ciudad hayan sido destruidos, el juego avanzará al siguiente nivel. Aproximadamente cada cinco niveles, hay un minijuego disponible para que juegue el jugador, y hacerlo puede otorgar al jugador vidas extra, salud y/o poderes especiales.
Algunas de las ciudades que aparecen en cada nivel incluyen puntos de referencia de sus contrapartes del mundo real. Por ejemplo, el Londres del Reino Unido presenta la Torre de Londres y el Big Ben, los cuales pueden ser destruidos. En Washington D. C., la Casa Blanca y el US Capitol pueden ser destruidos; en la Nueva York, Nueva York, el Edificio Chrysler, el Edificio Empire State y el World Trade Center también se puede destruir (el juego se lanzó antes de los  ataques del 11 de septiembre en 2001); y en Chicago, Illinois, la Torre Sears (ahora conocida como la Torre Willis), también puede ser destruida. Muchos de los planetas alienígenas falsos llevan el nombre de ciudades terrestres reales.
La versión del juego para PlayStation difiere de la de Nintendo 64, ya que la primera presenta escenas de video de movimiento completo y música diferente para los niveles asiático y europeo, mientras que la última versión no presenta escenas y reutiliza la música utilizada para los niveles norteamericanos para los europeos y asiáticos.

## Recepción
Las versiones de Game Boy Color y Nintendo 64 recibieron críticas "mixtas", mientras que la versión de PlayStation recibió críticas "desfavorables", según el sitio web agregador de reseñas GameRankings.
Craig Harris de IGN criticó la versión para PlayStation por ser "aburrida" y "repetitiva", aunque afirmó que era mejor que su predecesor, Rampage World Tour.